# Albin Prepeluh
Albin Prepeluh (psevdonim Abditus), slovenski politik, publicist in založnik, * 22. februar 1881, Ljubljana, † 20. november 1937.
Bil je socialist, ampak nasprotnik komunizma. Glede politične ureditve Slovenije se je zavzemal za avtonomno Slovenijo v okviru federativne Jugoslavije.